# Ferrovia Roma-Albano
La ferrovia Roma-Albano è stata costruita nel 1889 e da quel momento rappresenta una delle tre linee che collegano i Castelli Romani alla Capitale. È gestita da RFI.
Fino al 1927 la linea proseguiva fino a Nettuno, ma da quell'anno la tratta tra Albano e Campoleone fu chiusa e i treni per Nettuno istradati tutti via Campoleone sulla direttissima per Napoli.
Gli incroci dei treni sono possibili nelle stazioni di Ciampino, Marino Laziale e Albano Laziale.

## Storia
| Tratto                  | Attivazione     | Attivazione |
| ----------------------- | --------------- | ----------- |
| Roma–Ciampino           | 12 ottobre 1857 | [ 1 ]       |
| Ciampino–Albano Laziale | 3 ottobre 1889  |             |
| Manuale                 |                 |             |

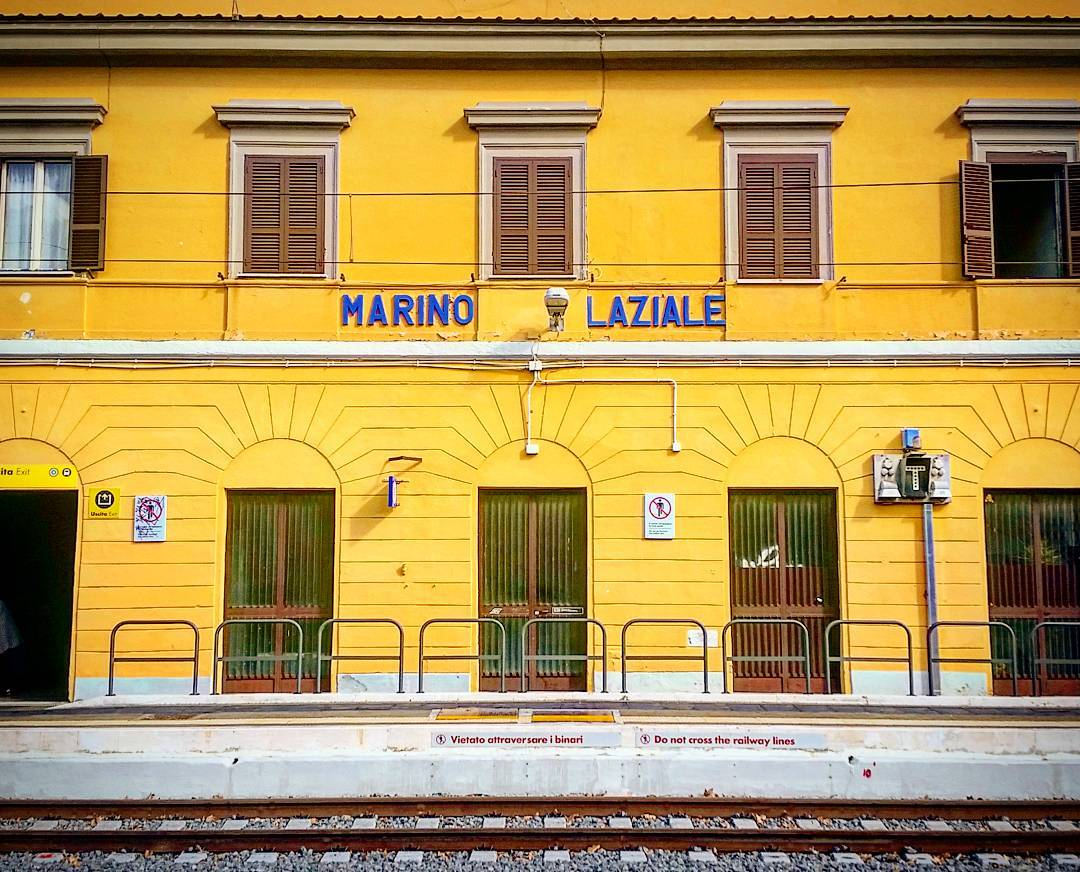
La stazione di Marino Laziale.

Con l'unificazione d'Italia nel 1870 i Castelli Romani erano già serviti di due linee ferroviarie. Infatti lo Stato Pontificio aveva provveduto al collegamento di Roma con Frascati, nel 1856 (Ferrovia Roma-Frascati), e con Velletri, nel 1863 (Ferrovia Roma-Velletri). Rimaneva non servita da ferrovia la zona centrale dei Castelli Romani, da Grottaferrata a Genzano.
A questa carenza si cercò di ovviare con la realizzazione, nel 1880, del collegamento tra Roma Portonaccio (ora stazione di Roma Tiburtina) Ciampino e Marino. Non si trattava di una linea ferroviaria vera e propria bensì di una tranvia a vapore. Il forte dislivello da superare tra Ciampino e Marino causò non poche difficoltà di esercizio alla linea stessa manifestando subito l'inadeguatezza del tracciato. Il tracciato di tale tranvia, che aveva la stazione di arrivo nei pressi di Piazza Garibaldi a Marino, è ora in gran parte occupato dalla Via Romana o Castrimeniense tra Marino e la località Pantanelle.
L'anno successivo all'inaugurazione della Portonaccio-Marino (1881) il Re Umberto I firma il decreto per la realizzazione di una nuova ferrovia che collegasse Nettuno ad Albano Laziale passando per Cecchina. Questa nuova linea, inaugurata nel mese di marzo del 1884, a Cecchina incrociava la linea per Velletri. Quindi il collegamento ferroviario Roma-Albano avveniva con lo scalo intermedio di Cecchina (Roma-Cecchina e Cecchina-Albano).
Era evidente che un collegamento così articolato, sia per la lunghezza del percorso e sia per i tempi di percorrenza, non poteva costituire una soluzione definitiva. Si decise quindi di affrontare il problema del collegamento diretto tra Roma e Albano Laziale superando le difficoltà di tracciato dovute alle particolari caratteristiche orografiche della zona.
Per la realizzazione della ferrovia vennero scavate quattro gallerie (di Colle Cimino, di Marino, di Castel Gandolfo e di Albano Villa Doria) e un viadotto a sei arcate (ponte "Sei Ponti" nei pressi di Marino), quindi il 23 ottobre 1889 venne inaugurata la linea tra Ciampino e Albano Laziale.
L'apertura del nuovo collegamento ferroviario provocò l'inevitabile abbandono di parte della tramvia a vapore Portonaccio-Marino (in molti tratti la ferrovia non era altro che la vecchia tranvia, riclassificata) proprio nel nello stesso anno 1889.
La linea era di proprietà delle Ferrovie Secondarie Romane (FSR), che ne concesse l'esercizio inizialmente alla Società Veneta, e dal 1º novembre 1891 alla Rete Mediterranea.
Nel 1905, con la statizzazione delle ferrovie, l'esercizio passò provvisoriamente alle Ferrovie dello Stato, cessando il 1º aprile 1908 con il ritorno della linea alle FSR che la gestirono direttamente; il 1º gennaio 1918 la linea passò definitivamente alle FS.
Sulla linea ferroviaria Roma-Albano-Nettuno avveniva anche un intenso traffico postale e merci come ancora testimoniano gli scali di Marino e di Albano, importanza questa che è andata via via scemando fino a sparire del tutto con il prevalere del trasporto su gomma.
Il 16 luglio 1920 con l'inaugurazione del primo tratto fino a Campoleone della direttissima Roma-Napoli l'area della nuova stazione di Campoleone venne ad intersecarsi con l'esistente linea fra Roma, Albano e Nettuno, fatto che determinò l'instradamento nettamente più veloce dei treni per Anzio e Nettuno attraverso la nuova linea e da questo momento la ferrovia Roma-Nettuno ebbe una storia separata dalla Ferrovia Roma-Albano.
Persa ormai ogni importanza, la tratta da Albano a Campoleone venne relegata a semplice collegamento locale, non generando alcun traffico significativo considerando che l'unica stazione su questa tratta, Cecchina, era collegata a Roma direttamente attraverso la ferrovia Roma-Velletri e il 31 ottobre 1927 venne soppresso il tratto Albano Cecchina, mentre nel 1935 venne sospesa la tratta Cecchina-Campoleone e il 25 settembre 1938 la tratta fra Campoleone e Albano Laziale venne chiusa definitivamente al traffico.
Il 18 dicembre 1939 venne abbandonato il vecchio tracciato da Roma Casilina ad Acqua Acetosa, comprendente la stazione di Capannelle e la fermata di Ciampino Superiore, e la linea fu fatta confluire nella stazione di Ciampino nella linea Roma-Cassino.
Il 22 dicembre 1947 venne attivato l'esercizio a trazione elettrica, con linea aerea alla tensione di 3000 V, sulla tratta fra Ciampino e Albano (il tratto Roma-Ciampino lo era già prima della guerra); prima di allora i convogli erano trainati da locomotive a vapore e tra gli anni trenta e il dopoguerra per il trasporto viaggiatori vennero impiegate le "littorine" poi sostituite con mezzi elettrici più moderni.
Senza dubbio la linea ferroviaria Roma-Albano è, tra quelle dei Castelli Romani, la più panoramica con le spaziose vedute su Roma nel tratto Pantanelle-Marino e con lo spettacolare affaccio sul Lago Albano tra l'uscita della galleria di Marino e l'entrata della galleria di Castel Gandolfo dove la ferrovia fiancheggia il costone interno del cratere vulcanico.

## Caratteristiche

### Percorso
|  | Head station |

| Unknown route-map component "b" | Unknown route-map component "kABZg3" + One way leftward | Unknown route-map component "CONTfq" |

| Unknown route-map component "CONTgq" | Unknown route-map component "kABZq1" + Unknown route-map component "ABZ+lr" | Unknown route-map component "KRZo+k4" | Unknown route-map component "CONTfq" |

| Unknown route-map component "bSHI2+lr" |

| Non-passenger station/depot on track |

| Unknown route-map component "exkSTRc2" | Unknown route-map component "exkkSTR3" + Straight track |  |

| Unknown route-map component "uexdCONTgq" | Unknown route-map component "uexmkKRZq+1o" | Unknown route-map component "emKRZu" | Unknown route-map component "uexCONTfq" | Unknown route-map component "d" |

| Unknown route-map component "exSTR" | Unknown route-map component "KRWgl" | Unknown route-map component "KRW+r" |

| Unknown route-map component "dCONTgq" | Unknown route-map component "eKRZq2o" | Unknown route-map component "KRZu" + Unknown route-map component "exSTRc3" | One way rightward | Unknown route-map component "d" |

| Unknown route-map component "exSTRc1" | Unknown route-map component "eKRZ2+4o" | Unknown route-map component "exSTRc3" |

|  | Unknown route-map component "eSTR+c1" | Unknown route-map component "exBHF+4" |

|  | Unknown route-map component "HSTeBHF" | Unknown route-map component "exSTR" |

|  | Unknown route-map component "SKRZ-Ao" | Unknown route-map component "exSTR" |

|  | Straight track | Unknown route-map component "exHST" |

|  | Station on track | Unknown route-map component "exSTR" |

| Unknown route-map component "d" | Unknown route-map component "CONTgq" | Unknown route-map component "ABZglr" | Unknown route-map component "ekKRZq3u" | Unknown route-map component "dCONTfq" |

|  | Unknown route-map component "exkkSTR+1" + Straight track | Unknown route-map component "exkSTRc4" |

| Stop on track |

| Stop on track |

| Stop on track |

| Enter and exit short tunnel |

| Unknown route-map component "BRK3" |

| Station on track |

| Unknown route-map component "uexSTR+l" | Enter and exit tunnel + Unused transverse waterway | Unknown route-map component "uexCONTfq" |

| Unknown route-map component "uexLSTR" | Unknown route-map component "eHST" |  |

| Unknown route-map component "uexLSTR" | Unknown route-map component "HSTeBHF" |  |

| Unknown route-map component "uexSTRl" | Enter and exit tunnel + Unused transverse waterway | Unknown route-map component "uexSTR+r" |

|  | Stop on track | Unknown route-map component "uexLSTR" |

| Unknown route-map component "uexCONTgq" | Unknown route-map component "emKRZo" | Unknown route-map component "uexABZg+r" |

|  | Straight track | Unknown route-map component "uexBHF" |

|  | Enter and exit short tunnel | Unknown route-map component "uexCONTl+g" |

| Unknown route-map component "KBHFxe" |

| Unknown route-map component "exCONTf" |

L'intero tratto ferroviario è elettrificato e lungo 28,4 km, di cui gran parte a binario unico. Solo i primi 14 km, corrispondenti al segmento compreso fra Roma Termini e Ciampino, presentano una circolazione a doppio binario.

### Opere infrastrutturali

#### Galleria di Colle Cimino
La Galleria di Colle Cimino è una galleria ferroviaria realizzata nel 1886 per superare la collina di Colle Cimino e raggiungere la città di Marino. È posta tra la fermata di Pantanelle e la stazione di Marino Laziale.
A binario unico, è lunga circa 220 m, è rettilinea ascendente con tunnel realizzato in muratura nel quale si aprono le regolamentari nicchie di ricovero. Poco dopo l'uscita della galleria, in direzione di Marino, la ferrovia attraversa la sottostante vallata su un ponte a sei arcate detto "Ponte Santa Lucia".
La galleria si trova nel territorio del comune di Grottaferrata nei pressi del confine con quello di Marino.
Durante la seconda guerra mondiale la galleria di Colle Cimino è stata per molte famiglie della zona sicuro rifugio dalle incursioni aeree e dai bombardamenti degli alleati tra i mesi di febbraio e di giugno del 1944.

#### Galleria di Marino
La galleria di Marino è una galleria ferroviaria realizzata nel 1886, per superare il costone roccioso che delimita il versante nord del Lago Albano sottopassando la strada statale 216 Maremmana III e la Via dei Laghi. È posta tra la stazione di Marino Laziale e la fermata di Villini.
La galleria, a binario unico, è lunga circa 315 m, descrive una curva ascendente con tunnel realizzato in muratura nel quale si aprono le regolamentari nicchie di ricovero. L'uscita della galleria, in direzione Castel Gandolfo, si apre sul panorama del Lago Albano.
È la seconda per lunghezza delle quattro gallerie che sono state realizzate sul tracciato della ferrovia.
La galleria, per gran parte della sua lunghezza, si trova nel territorio del comune di Marino e in piccola parte nel territorio del comune di Castel Gandolfo.